# Síndrome de Lowe
Síndrome de Lowe, ou síndrome oculocerebrorrenal, é uma doença hereditária rara associada ao cromossomo X. Caracteriza-se por defeitos oculares (catarata e glaucoma); no sistema nervoso central (hipotonia generalizada com hiporreflexia e atraso mental severo) e alterações renais (disfunção tubular progressiva com acidose e hiperacidaminuria).